# Trichterspinnen

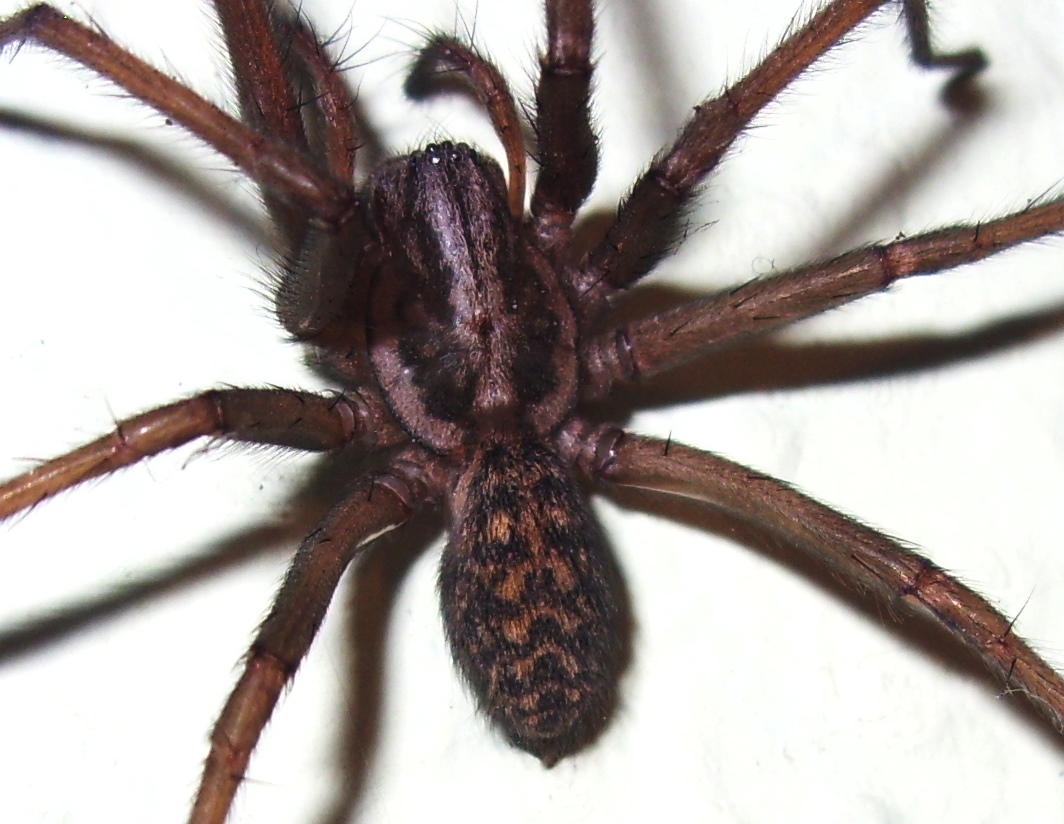
Nahaufnahme einer Trichterspinne

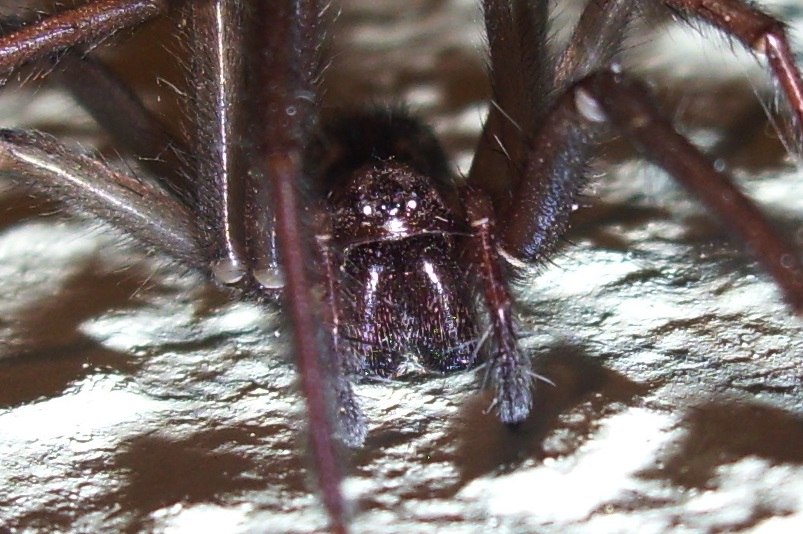
Trichterspinne von vorn

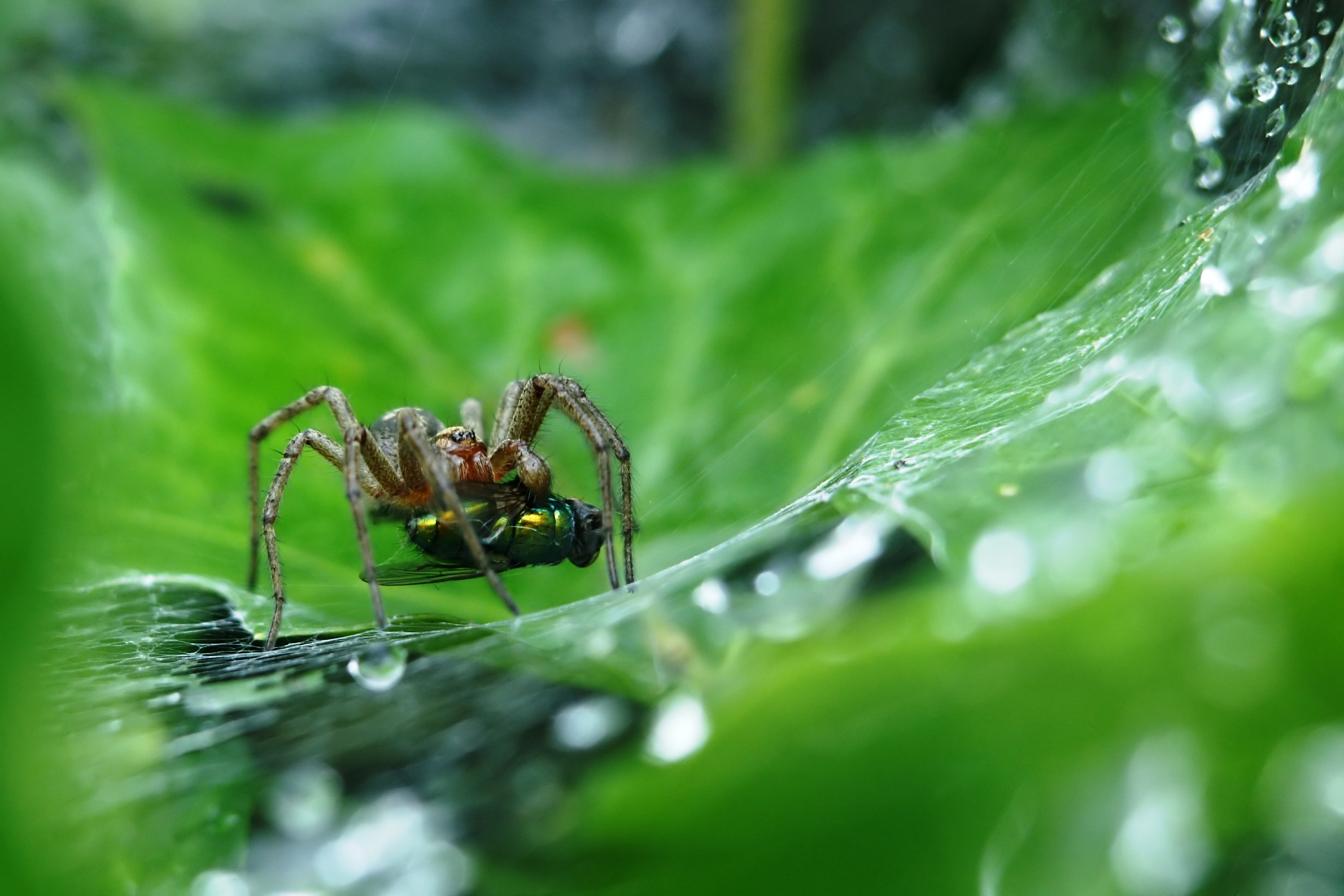
Eine Trichterspinne erbeutet eine Goldfliege aus der Familie der Schmeißfliegen

Die Trichterspinnen (Agelenidae) sind eine Familie der Echten Webspinnen (Araneomorphae). Sie umfassen aktuell 73 Gattungen und 1193 Arten. (Stand: Juni 2016)

## Netzbau und Verhalten der Trichterspinnen
Die Familie wurde nach der Form ihres Netzes benannt. Trichterspinnen weben eine Wohnhöhle, die sich vom Eingang zur Mitte trichterförmig verengt und zwei Ausgänge hat. Die Tiere verbringen die meiste Zeit innerhalb dieser Wohnhöhle, die sie für gewöhnlich nur dann verlassen, wenn sie jemand vertreibt oder die Wohnhöhle zerstört wurde oder wenn sie von sich aus einen neuen Platz aufsuchen, z. B. aufgrund andauernden Nahrungsmangels. Eine Ausnahme besteht für die Männchen, die ihre Höhlen zur Paarungszeit häufiger verlassen und sich auf längere Streifzüge begeben, um ein Weibchen zu finden. Die Jagdweise der Trichterspinnen ist relativ einheitlich. Sie verharren regungslos in ihrer Wohnhöhle oder im Eingang, ihre vorderen Beinpaare dabei tastend auf das Netz gelegt. Nähert sich Beute den von der Wohnhöhle oder vom Deckennetz aus gespannten Fangfäden oder verheddert sich darin, laufen die Trichterspinnen flink aus dem Netz und ergreifen die Beute, mit der sie sich im Falle des Erfolgs und soweit möglich sofort wieder in ihren Schlupfwinkel zurückziehen, um sie dort zu verzehren.
Die Labyrinthspinne (Agelena labyrinthica) webt Deckennetze bevorzugt im Gras oder niederen Büschen. Häufig weben Trichterspinnen ihre Netze in schwer zugänglichen Verstecken wie Nischen und Mauerecken. Praktisch alle Arten sind sehr sensibel und verfügen über einen vergleichsweise guten Orientierungssinn, was sie zu einem Studienobjekt der Physiologie machte.

## Besondere Merkmale
Außer an ihren typischen Netzen sind Trichterspinnen auch leicht an ihren langen und kräftigen, behaarten Beinen sowie den deutlichen Spinnwarzen zu erkennen. Die zwei äußeren der sechs Spinnwarzen ragen unter dem Hinterleib (Opisthosoma) hervor. Die acht Augen sind in zwei übereinanderliegenden Querreihen angeordnet.

## Systematik
In Europa wurden bislang ca. 24 Arten der Trichterspinnen in mindestens 12 Gattungen nachgewiesen. Die artenreichsten Gattungen sind Agelena und Tegenaria. Bezüglich der Taxonomie der Trichterspinnen gibt es, wie in der gesamten Arachnologie, widersprüchliche und sich ständig ändernde Auffassungen und Angaben.
Gattungen der Familie der Trichterspinnen mit Arten in Europa:
- Agelena Walckenaer, 1805 (Asien, Afrika, Europa)
- Agelenella Lehtinen, 1967 (Zentraleuropa, Mediterran bis Zentralasien)
- Agelescape Levy, 1996 (Mediterran)
- Aterigena Bolzern, Hänggi & Burckhardt, 2010 Bolzern, Hänggi & Burckhardt, 2010[2] (aus der Tegenaria-Malthonica-Gruppe ausgegliedert)
- Eratigena Bolzern, Burckhardt & Hänggi, 2013 (aus der Tegenaria-Malthonica-Gruppe ausgegliedert)[3]
- Hadites Keyserling, 1862 (Balkan)
- Histopona Thorell, 1869 (Zentraleuropa)
- Maimuna Lehtinen, 1967 (Südosteuropa – Vorderasien)
- Malthonica Simon, 1898 (Europa und Balearen)
- Pseudotegenaria Caporiacco, 1934 (Balkan, die Arten wurden 2010 wieder in die Gattung Tegenaria integriert)
- Tegenaria Latreille, 1804 (Europa, Zentralasien, Amerika)
- Textrix Sundevall, 1833 (Südeuropa, Osteuropa, Afrika)
  - Textrix denticulata

Des Weiteren sind weltweit und in allen Regionen, mit Ausnahme der arktischen Gebiete, derzeit 60 weitere Gattungen bekannt. Der World Spider Catalog listet für die Trichterspinnen aktuell insgesamt 73 Gattungen und 1193 Arten. (Stand: Juni 2016)
- Acutipetala Dankittipakul & Zhang, 2008
- Agelena Walckenaer, 1805
- Agelenella Lehtinen, 1967
- Agelenopsis Giebel, 1869
- Ageleradix Xu & Li, 2007
- Agelescape Levy, 1996
- Ahua Forster & Wilton, 1973
- Allagelena Zhang, Zhu & Song, 2006
- Alloclubionoides Paik, 1992
- Aterigena Bolzern, Hänggi & Burckhardt, 2010
- Azerithonica Guseinov, Marusik & Koponen, 2005
- Barronopsis Chamberlin & Ivie, 1941
- Benoitia Lehtinen, 1967
- Bifidocoelotes Wang, 2002
- Calilena Chamberlin & Ivie, 1941
- Coelotes Blackwall, 1841
- Coras Simon, 1898
- Draconarius Ovtchinnikov, 1999
- Eratigena Bolzern, Burckhardt & Hänggi, 2013
- Femoracoelotes Wang, 2002
- Flexicoelotes Chen, Li & Zhao, 2015
- Hadites Keyserling, 1862
- Himalcoelotes Wang, 2002
- Histopona Thorell, 1869
- Hoffmannilena Maya-Morales & Jiménez, 2016
- Hololena Chamberlin & Gertsch, 1929
- Huangyuania Song & Li, 1990
- Huka Forster & Wilton, 1973
- Hypocoelotes Nishikawa, 2009
- Inermocoelotes Ovtchinnikov, 1999
- Iwogumoa Kishida, 1955
- Kidugua Lehtinen, 1967
- Leptocoelotes Wang, 2002
- Lineacoelotes Xu, Li & Wang, 2008
- Longicoelotes Wang, 2002
- Lycosoides Lucas, 1846
- Mahura Forster & Wilton, 1973
- Maimuna Lehtinen, 1967
- Malthonica Simon, 1898
- Melpomene O. Pickard-Cambridge, 1898
- Mistaria Lehtinen, 1967
- Neoramia Forster & Wilton, 1973
- Neorepukia Forster & Wilton, 1973
- Neotegenaria Roth, 1967
- Neowadotes Alayón, 1995
- Notiocoelotes Wang, Xu & Li, 2008
- Novalena Chamberlin & Ivie, 1942
- Olorunia Lehtinen, 1967
- Oramia Forster, 1964
- Oramiella Forster & Wilton, 1973
- Orepukia Forster & Wilton, 1973
- Orumcekia Koçak & Kemal, 2008
- Papiliocoelotes Zhao & Li, 2016
- Paramyro Forster & Wilton, 1973
- Pireneitega Kishida, 1955
- Platocoelotes Wang, 2002
- Porotaka Forster & Wilton, 1973
- Pseudotegenaria Caporiacco, 1934
- Robusticoelotes Wang, 2002
- Rothilena Maya-Morales & Jiménez, 2013
- Rualena Chamberlin & Ivie, 1942
- Spiricoelotes Wang, 2002
- Tamgrinia Lehtinen, 1967
- Tararua Forster & Wilton, 1973
- Tegecoelotes Ovtchinnikov, 1999
- Tegenaria Latreille, 1804
- Textrix Sundevall, 1833
- Tikaderia Lehtinen, 1967
- Tonsilla Wang & Yin, 1992
- Tortolena Chamberlin & Ivie, 1941
- Tuapoka Forster & Wilton, 1973
- Urocoras Ovtchinnikov, 1999
- Wadotes Chamberlin, 1925

## Verwechslungsmöglichkeiten
In Australien finden sich darüber hinaus Arten, die bisweilen mit dem Trivialnamen Funnel-web spider („Trichter(netz)spinne“) bezeichnet werden. Einige darunter zählen zu den giftigsten Spinnen der Welt, jedoch entstammen sie nicht der Familie Agelenidae. Es handelt sich um Arten der Gattungen Atrax und Hadronyche aus der Familie Hexathelidae, welche näher mit den Vogelspinnen und Falltürspinnen verwandt sind (siehe: Mygalomorphae).

## Trivia
Im 18. und 19. Jahrhundert wurden in Südtirol Gespinste von Trichterspinnen gelegentlich als Malgrund für Spinnwebenbilder verwendet.